# Marché Saint-Martin (Paris, 1854)
Ne doit pas être confondu avec Marché Saint-Martin (Paris, 1816).
Le marché Saint-Martin est un marché couvert parisien, situé dans le 10e arrondissement.

## Situation et accès
Le marché est situé à l'angle des rues du Château-d'Eau et Bouchardon, sur la place Tony-Dreyfus.
Ce site est desservi par la ligne 4 par la station de métro Château d'Eau et par la ligne 5 par la station de métro Jacques Bonsergent.
Horaires
- Lundi : fermé
- Mardi au samedi  : 9 h à 20 h
- Dimanche : de 9 h à 14 h

## Historique
En 1852, lors de percement du boulevard de Strasbourg, le marché Saint-Laurent (actuel marché Saint-Quentin) est démoli, et le quartier reste sans marché. À la suite de l'initiative d'une société privée, la Société de l'Épargne immobilière, celle-ci obtient l'accord de la préfecture pour créer le marché du Château d'Eau, dit marché Saint-Martin.

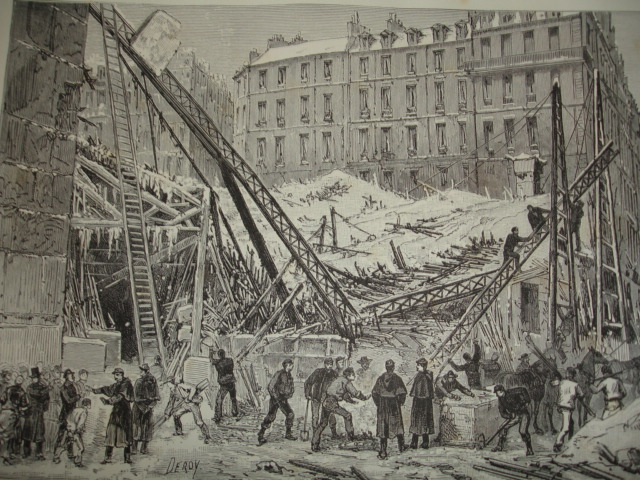
Effondrement du marché Saint-Martin sous le poids de la neige, en 1879.

Édifié en 1854, ce nouvel édifice reprend le nom d'un ancien marché, déplacé par deux fois : le marché Saint-Martin était situé entre les rues Conté, Vaucanson, Ferdinand-Berthoud (aujourd'hui disparue) et Montgolfier et plus anciennement « place de l'Ancien Marché Saint-Martin ».
En décembre 1879, la toiture de ce marché couvert, surchargée de neige, s'effondre et détruit entièrement le bâtiment. Le marché est alors provisoirement transféré sur les bas-côtés du boulevard de Magenta jusqu'en août 1880, le temps qu'un nouveau bâtiment soit construit au même emplacement.
Ce second bâtiment est une fois de plus détruit et reconstruit en 1987-1989 en rez-de-chaussée d'immeuble, conservant toutefois les anciens portiques d'entrée en pierre du précédent édifice.

## Sources et références
1. ↑  Émile de Labédollière, Le Nouveau Paris. Histoire de ses 20 arrondissements, p. 148.
2. 1 2  Félix Lazare et Louis Lazare, Dictionnaire administratif et historique des rues de Paris et de ses monuments, 1844-1849, p. 419-420.
3. ↑  La Lanterne, édition du 10 décembre 1879.
4. ↑  « 33 rue du Château d'Eau 75010 Paris », sur www.bercail.com (consulté le 28 octobre 2020)